# Хиджазские экспедиционные силы
Хиджазские экспедиционные силы (тур. Hicaz Kuvve-i Seferiyesi) — воинское формирование вооружённых сил Османской империи времён Первой мировой войны. Были сформированы в 1916 году для боевых действий на Аравийском полуострове в Хиджазе.

## История
Экспедиционные силы Хеджаза Османской империи были одной из экспедиционных сил Османской армии. Его командир имел полномочия командующего армией. Подразделение было сформировано во время Первой мировой войны для защиты Медины (расположенной в регионе Хеджаз).
В июне 1916 года шериф Мекки Хусейн бен Али поднял восстание против Османской империи, планируя с помощью стран Антанты создать арабское государство.
17 июля 1916 года Факхри-паша был назначен командующим Хеджазскими экспедиционными силами. Главная единица этой силы был собственно гарнизон Медины. Ему предстояло столкнуться с силами Хусейна бен Али (около 50 000 человек), у которых было менее 10 000 винтовок.
В октябре 1916 года арабы попытались взять Медину штурмом, однако штурм был отбит турецким гарнизоном, подготовившим хорошие оборонительные позиции. Кроме того, у турок была артиллерия, а у арабов артиллерии не было. Началась осада, которая продолжалась более двух лет.
3 января 1917 года турки начали наступление на север вдоль побережья Красного моря. Было занято несколько населенных пунктов, однако из-за опасности потери Медины они были вынуждены вернуться в город. К началу 1917 года арабские повстанцы овладели практически всем Аравийским полуостровом. Они не только превосходили по численности, но и создали эффективную систему логистики для перевозки продуктов питания и воды. Турецкие силы были сосредоточены в Медине. Учитывая сложившуюся ситуацию, Энвер-паша и Кемаль решили эвакуировать турецкую армию из Хеджаза и сосредоточиться на Палестине. Однако морально было тяжело принять решение отказаться от священных городов ислама, которые находились под контролем Османской империи почти четыре столетия. Султан Мехмет сумел убедить Энвера и Кемаля не покидать Хиджаз. Окончательное решение турецкого штаба состояло в том, чтобы остаться в Хеджазе и защищать Медину любой ценой. Только больные и раненые должны были уйти, и забрать с собой мусульманские реликвии в Стамбул. 12 июля 1917 года турки утеряли контроль над городом Акаба, последним портом османов на Красном море. После этого поставки подкрепления, боеприпасов и продовольствия в Медину были прерваны. В телеграмме, которую Факхри-паша отправил 7 марта 1918 года Мустафе Кемалю-паше говорилось, что он может предоставить не более 2000 калорий в день на одного солдата. Турецкие солдаты были вынуждены есть кузнечиков, что бы не умереть от голода. 
Один из арабских командиров Нури аль-Саид организовал в Мекке тренировочный лагерь под командованием Азиза аль-Масри. Из бедуинских добровольцев и солдат арабского происхождения, дезертировавших из османской армии, аль-Масри сформировал три пехотные бригады, кавалерийскую бригаду, сапёрное подразделение и три артиллерийских подразделения. Техническую помощь оказывали английские и французские офицеры. Общая численность войск под руководством аль-Масри составила около 6 тысяч человек. Арабские подразделения создавали постоянную угрозу для гарнизона Медины, однако так и не решились на окончательный штурм. 
Хиджазские экспедиционные силы защищали Медину вплоть до окончания Первой мировой войны. Фахри-паша отказался сдать город даже после окончания войны. Он проигнорировал как приказ министра обороны о капитуляции, так и приказ самого султана о своём смещении с поста губернатора Медины, заявив, что ему явился пророк Мухаммед и повелел защищать священный город. В итоге в январе 1919 года он был арестован турецкими офицерами. Вскоре после этого, 9 января 1919 года, Экспедиционные силы Хеджаза были расформированы.

## Структура
В 1916 году Хиджазские экспедиционные силы была структурирована следующим образом: 
- Штаб-квартира экспедиции «Хеджаз» (Медина, командующий: Ферик Фахреддин-паша)
- 1-й полк верблюдов
- 1-й волонтерский кавалерийский полк
- Полевые артиллерийские батареи x 3
- Разведывательные роты x 2
- Взвод медицинской и материально-технической поддержки[6].

Общее число Хиджазских экспедиционных сил к осени 1916 года составляло 14 000 человек.